# Aphilopota conturbata
Aphilopota conturbata är en fjärilsart som beskrevs av Walker 1862. Aphilopota conturbata ingår i släktet Aphilopota och familjen mätare. Inga underarter finns listade i Catalogue of Life.